# Podezřelý (film)
Podezřelý je soudní drama z roku 1987 režiséra Petera Yatese, v němž hlavní role hráli Cher, Dennis Quaid a Liam Neeson. V dalších významných rolích se objevili John Mahoney, Joe Mantegna, Fred Melamed a Philip Bosco.

## Obsah
Ve Washingtonu, D. C., je bezdomovec Carl Wayne Anderson (Liam Neeson) obžalován z vraždy Elizabeth Quinnové, která pracovala jako úřednice v archívu ministerstva spravedlnosti. Anderson je hluchoněmý v  důsledku traumatu z vietnamské války. Jako obhájkyně je mu přidělena Kathleen Rileyová (Cher) z úřadu veřejného obhájce, která je po letech v úřadu unavená a nespokojená se svým osobním životem. Pomáhat se jí snaží její kolega Morty Rosenthal (Fred Melamed). Obžalobu vede ambiciózní státní zástupce Charlie Stella (Joe Mantegna). Do soudní poroty je vedle dalších členů vybrán i zemědělský lobbista Eddie Sanger (Dennis Quaid), který by se však raději této povinnosti vyhnul, neboť se blíží klíčové hlasování o návrhu na podporu výroby mléka, který se snaží prosadit všemi prostředky (včetně svedení členky kongresu). Vedle práce si však jeho pozornost stále více získává Andersonův případ a sám se snaží odhalit okolnosti vraždy. Některá jeho zjištění jsou ve prospěch obžalovaného. Sanger se je snaží předat obhájkyni Rileyové, ačkoliv je kontakt mezi členy poroty a stranami řízení zakázaný. Obhájkyni za to hrozí zákaz činnosti.
O Vánocích spáchal soudce Nejvyššího soudu Lowell sebevraždu, jejíž důvody nejsou zřejmé. V dané scéně je pouze patrné, že soudce nahrál záznam na kazetu a poté se zastřelil. Krátce po jeho sebevraždě je v řece Potomac nalezeno tělo zavražděné Elizabeth Quinnové a za tento zločin je zatčen Carl Wayne Anderson. Byly totiž u něho nalezeny doklady zavražděné a bylo zjištěno, že v noci, kdy k vraždě došlo, spal v jejím autě. Pro Rileyovou je zpočátku obtížné vůbec s Andersonem navázat kontakt, neboť na její pokusy vůbec nereaguje. Rychle si uvědomí, že Anderson je hluchoněmý, a postupně se jí daří proniknout jeho hrubým zevnějškem, získá si jeho důvěru a pracují na obhajobě v procesu. Anderson spáchání vraždy kategoricky popírá.
Sanger u dalšího bezdomovce, který byl podle Andersonova tvrzení u zavražděné jako první, nalezne klíč od skříně v archívu. Na místě vraždy ještě najde vzácný manžetový knoflík, na základě kterého začne podezřívat náměstka ministra spravedlnosti Paula Graye (Philip Bosco). Spolu s Rileyovou, s kterou se sbližují i v osobní rovině, v noci vniknou do budovy ministerstva spravedlnosti, kde zjistí, že klíč je od skříně, v níž byly umístěny spisy federálních případů z roku 1968, které Quinnová přepisovala. Spisy samotné však již byly vráceny do centrálního archívu.
Hlavní líčení řídí přísný federální soudce Matthew Helms (John Mahoney), který má získat prestižní funkci na odvolacím soudu distiktu hlavního města. Soudce Helms začíná mít podezření, že Rileyová spolupracuje se Sangerem, ačkoliv pro to nemá konkrétní důkaz. Téměř se mu je podaří přistihnout, jak společně v knihovně hledají informace o případech z roku 1968. Poté, co je spatří ve stejnou dobu v knihovně, raději nařídí, aby porota byla držena v izolaci od okolního světa. Rileyová a Senger mají podezření, že Elizabeth Quinnová při své práci narazila na nějakou nezákonnost. Vzhledem k jejich dřívějšímu podezření vedoucímu k náměstkovi ministra spravedlnosti Grayovi předpokládají, že se na takové nezákonnosti mohl podílet ve své dřívější funkci státního zástupce, což by mohl být motiv k zavraždění Quinnové. Stále se jim nepodařilo zjistit údaje o všech příslušných případech z té doby.
Rileyová jde další důkazy hledat od auta Quinnové, které stále zůstalo na parkovišti, kde ho zavražděná nechala. V přehrávači nalezne kazetu, která unikla pozornosti policie při jejím polovičatém vyšetřování. Na nahrávce se soudce Lowell před svojí sebevraždou přiznal, že v roce 1968 zmanipuloval případ politicky vlivného obžalovaného, za což byl jmenován do funkce k vyššímu soudu. Na manipulaci procesu přišla o sedmnáct let později Quinová při přepisování protokolu. Nyní Rileyová již zná konkrétní případ a potřebuje vyhledat záznam o jeho průběhu a o zúčastněných stranách, aby potvrdila, zda byl státním zástupcem skutečně Gray. Pro knihu se záznamy o případech se musí večer vrátit do budovy soudu, kde si ji zapomněla. V opuštěné budově ji pronásleduje muž, kterého pořeže na ruce, když se ji snaž zezadu zardousit. Následně musí útočník z místa prchnout, protože tam přijde Sanger, kterému se podařilo nepozorovaně dostat z hotelu, kde je držena porota, a vzburcuje ochranku budovy soudu.
Následujícího rána pokračuje hlavní líčení s Andersonem. Do jednací síně k překvapení soudce Helmse vstoupí náměstek Gray s tím, že obhajoba požádala o jeho přítomnost. Na dotaz soudce, koho by ještě obhajoba chtěl předvolat, Rileyová odvětí, že jako dalšího svědka předvolává i jeho samotného. Když rozzlobený Helms vysvětluje, že jako soudce nemůže být svědkem a hrozí zmatečností procesu, Rileyová odhalí, že to byl právě Helms (a ne Gray), který se jako státní zástupce podílel na nezákonném zmanipulování případu v roce 1968, a odměnou za to mu bylo jmenování soudcem. Když Quinnová na věc přišla a kontaktovala osoby zúčastněné na případu, Lowell spáchal sebevraždu, ale Helms se rozhodl, že si nenechá zmařit svoji kariéru a chystané jmenování na odvolací soud. Proto Quinnovou zavraždil. Když Helms během tohoto v soudní síni vyřčeného obvinění ze strany Rileyové zuřivě klepe soudcovským kladívkem, začne mu po ruce stékat pramínek krve, což ho usvědčuje z nočního útoku na Rileyovou.
Rileyová se vrací do své kanceláře, kde na ni čeká Sanger.

## Obsazení
| Cher         | Kathleen Rileyová           |
| Dennis Quaid | Eddie Sanger                |
| Liam Neeson  | Carl Wayne Anderson         |
| John Mahoney | soudce Matthew Bishop Helms |
| Joe Mantegna | Charlie Stella              |
| Philip Bosco | Paul Gray                   |
| Fred Melamed | Morty Rosenthal             |